# Storsjön
Storsjön (Zweeds voor 'Het grote meer') is een meer in het landschap Jämtland in het noorden van Zweden. Het is het op 4 na grootste meer van Zweden met 464 km² in oppervlak. Op de diepste plek is het meer 72 meter diep. De stad Östersund ligt aan het Storsjön. In het meer ligt het eiland Frösön. Frösön was, voordat Östersund die rol overnam, het centrum van Jämtland. Op Frösön staat de noordelijkste runensteen van Zweden.
Er wordt beweerd dat er in het meer een monster leeft, genaamd Storsjöodjuret.
Vänermeer (5.648 km²) · Vättermeer (1.893 km²) · Mälarmeer (1.140 km²) · Hjälmarmeer (484 km²) · Storsjön (464 km²) · Siljan + Orsasjön (354 km²) · Torneträsk (330 km²) · Hornavan (220-283 km²) · Uddjaure (190-250 km²) · Bolmen (184 km²)